# Wilczyce (gmina)
Wilczyce – gmina wiejska w województwie świętokrzyskim, w powiecie sandomierskim. W latach 1975–1998 gmina położona była w województwie tarnobrzeskim.
Siedzibą gminy są Wilczyce.
Według danych z 31 grudnia 2010 gminę zamieszkiwało 3829 osób.

## Struktura powierzchni
Według danych z roku 2002 gmina Wilczyce ma obszar 69,94 km², w tym:
- użytki rolne: 89%
- użytki leśne: 3%

Gmina stanowi 10,35% powierzchni powiatu.

## Demografia

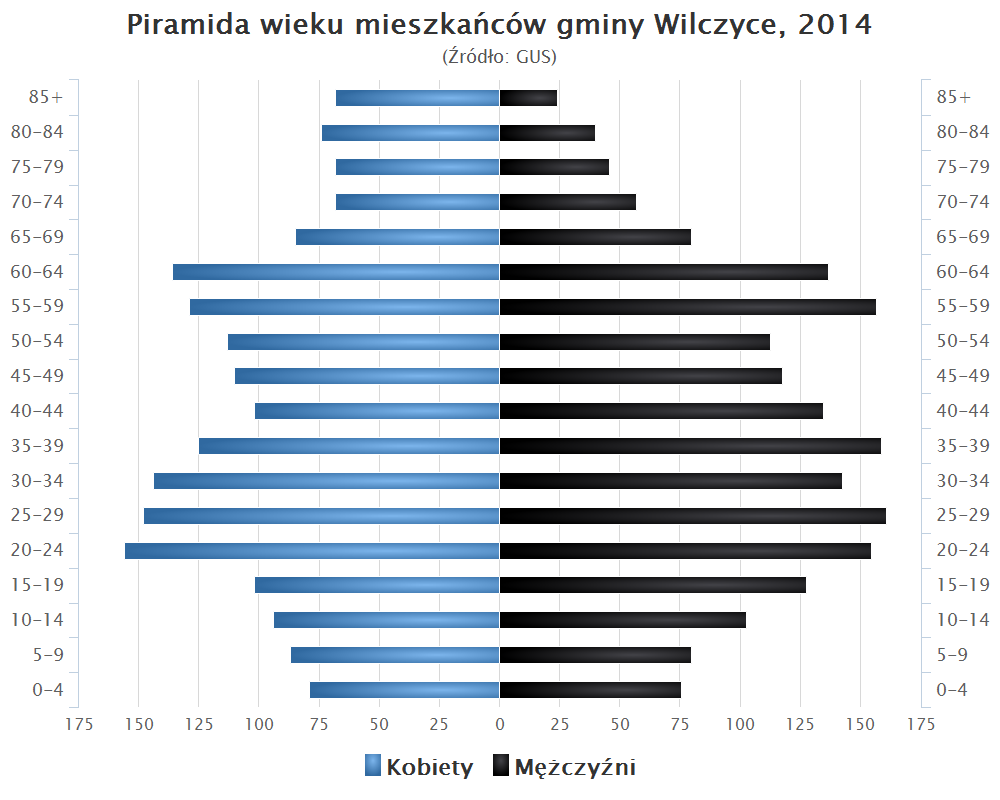
Piramida wieku mieszkańców gminy Wilczyce w 2014 roku

Liczba ludności (dane z 31 grudnia 2010):
|        | Ogółem | Ogółem | Kobiety | Kobiety | Mężczyźni | Mężczyźni |
| osób   | %      | osób   | %       | osób    | %         |           |
| ------ | ------ | ------ | ------- | ------- | --------- | --------- |
| Ogółem | 3829   | 100    | 1874    | 48,94   | 1955      | 51,06     |
| Miasto | 0      | 0      | 0       | 0       | 0         | 0         |
| Wieś   | 3829   | 100    | 1874    | 48,94   | 1955      | 51,06     |

▶Wieś vs ▶miasto
Ogółem (▶k, ▶m)
Wieś (▶k, ▶m)

## Budżet
Rysunek 1.1 Dochody ogółem w Gminie Wilczyce w latach 1995-2010 (w zł)
| WYSZCZEGÓLNIENIE               | J. m. | ROK         | ROK         | ROK         | ROK         | ROK         | ROK         | ROK         | ROK         | ROK         | ROK         | ROK         | ROK          | ROK          | ROK          | ROK          | ROK           |
| WYSZCZEGÓLNIENIE               | J. m. | 1995        | 1996        | 1997        | 1998        | 1999        | 2000        | 2001        | 2002        | 2003        | 2004        | 2005        | 2006         | 2007         | 2008         | 2009         | 2010          |
| ------------------------------ | ----- | ----------- | ----------- | ----------- | ----------- | ----------- | ----------- | ----------- | ----------- | ----------- | ----------- | ----------- | ------------ | ------------ | ------------ | ------------ | ------------- |
| Dochody ogółem                 | zł    | 1 305 566,- | 2 924 290,- | 3 852 109,- | 4 091 613,- | 4 370 081,- | 4 481 529,- | 5 094 430,- | 5 368 656,- | 5 016 319,- | 5 601 568,- | 7 351 232,- | 7 768 079,59 | 7 825 459,74 | 8 783 045,57 | 9 362 439,34 | 9 987 124,85  |
| ZNAK                           | ±     | +           | -           | +           | -           | -           | +           | -           | +           | +           | -           | +           | +            | -            | -            | +            | +             |
| Deficyt/nadwyżka budżetowy(-a) | zł    | 6 594,-     | 36 447,-    | 118 532,-   | 63 585,-    | 137 607,-   | 131 935,-   | 105 292,-   | 121 588,-   | 9 594,-     | 90 183,-    | 717 362,-   | 257 048,03   | 311 423,23   | 462 112,28   | 312 317,17   | 2 501 342,53  |
| ZNAK                           | Σ     | =           | =           | =           | =           | =           | =           | =           | =           | =           | =           | =           | =            | =            | =            | =            | =             |
| Wydatki ogółem                 | zł    | 1 312 160,- | 2 887 843,- | 3 970 641,- | 4 028 028,- | 4 232 474,- | 4 613 464,- | 4 989 138,- | 5 490 244,- | 5 025 913,- | 5 511 385,- | 8 068 594,- | 8 025 127,62 | 7 514 036,51 | 8 320 933,29 | 9 674 756,51 | 12 488 467,38 |

 Rysunek 1.2 Wydatki ogółem w Gminie Wilczyce w latach 1995-2010 (w zł)

Według danych z roku 2010 średni dochód na mieszkańca wynosił 2 608,29 zł (tj. – stan na 31 XII; przy 2 594,06 zł w zestawieniu na 30 VI); jednocześnie średnie wydatki na mieszkańca kształtowały się na poziomie 3 261,55 zł (tj. – stan na 31 XII; przy 3 243,76 zł w zestawieniu na 30 VI).

## Sołectwa
Bożęcin, Bugaj, Dacharzów, Daromin, Dobrocice, Gałkowice-Ocin, Łukawa, Ocinek, Pęczyny, Pielaszów, Przezwody, Radoszki, Tułkowice, Wilczyce, Wysiadłów, Zagrody

## Sąsiednie gminy
Dwikozy, Lipnik, Obrazów, Ożarów, Wojciechowice